# Ken Saitō
Ken Saitō (齋藤 健, Saitō Ken) est un homme politique japonais né le 14 juin 1959 à Tokyo, membre du Parti libéral-démocrate (PLD). 
De 2017 à 2018, il est ministre de l'Agriculture, des Forêts et de la Pêche.
De 2022 à 2023, il est ministre de la Justice puis est nommé ministre de l'Économie, du Commerce et de l'Industrie en décembre 2023.